# Гарпер (Орегон)
Гарпер (англ. Harper) — переписна місцевість (CDP) в США, в окрузі Малер штату Орегон. Населення — 113 особи (2020).

## Географія
Гарпер розташований за координатами 43°51′25″ пн. ш. 117°37′36″ зх. д. / 43.85694° пн. ш. 117.62667° зх. д. (43.856971, -117.626545).  За даними Бюро перепису населення США в 2010 році переписна місцевість мала площу 18,14 км², уся площа — суходіл.

## Демографія
Згідно з переписом 2010 року, у переписній місцевості мешкало 109 осіб у 45 домогосподарствах у складі 25 родин. Густота населення становила 6 осіб/км².  Було 56 помешкань (3/км²).
Расовий склад населення:
| - 84,4 % — білих - 7,3 % — осіб інших рас |

До двох чи більше рас належало 8,3 %. Частка іспаномовних становила 16,5 % від усіх жителів.
За віковим діапазоном населення розподілялося таким чином: 29,4 % — особи молодші 18 років, 51,3 % — особи у віці 18—64 років, 19,3 % — особи у віці 65 років та старші. Медіана віку мешканця становила 38,3 року. На 100 осіб жіночої статі у переписній місцевості припадало 109,6 чоловіків;  на 100 жінок у віці від 18 років та старших — 108,1 чоловіків також старших 18 років.
Середній дохід на одне домашнє господарство  становив 40 117 доларів США (медіана — 31 875), а середній дохід на одну сім'ю — 50 789 доларів (медіана — 48 750). За межею бідності перебувало 13,1 % осіб, у тому числі 10,3 % дітей у віці до 18 років та 16,7 % осіб у віці 65 років та старших.
Цивільне працевлаштоване населення становило 34 особи. Основні галузі зайнятості: сільське господарство, лісництво, риболовля — 32,4 %, освіта, охорона здоров'я та соціальна допомога — 20,6 %, транспорт — 17,6 %.